# 厚生演劇研究會
厚生演劇研究會成立於1943年，是日治時期臺灣的重要文藝組織，旨在推動本土戲劇發展，在新文學運動的脈絡當中，代表了臺灣戲劇的重要里程碑。

## 成立
厚生演劇研究會於1943年4月29日在臺北市大稻埕的山水亭餐廳舉行成立大會。:336研究會的主要發起人包括林摶秋、張文環、王井泉、呂赫若、呂泉生等人，多為《臺灣文學》雜誌的核心，其他重要成員還有楊三郎、賴曾等，涵蓋作家、導演、音樂家、畫家，奠定研究會的多元基礎。:97-100研究會主張，戲劇應「敏銳地攝取觀眾中流動的生活情感以及時勢」，重視臺灣主體性、寫實主義、文藝大眾化。
研究會成立當日，恰逢總督府成立「臺灣文學奉公會」，兩個性質迥異的文化組織同日誕生，具有特殊歷史意義。呂赫若在日記中記載了當天的情景：文化人士先是行禮如儀地參與了總督府的典禮，隨後便趕赴大稻埕參加厚生演劇研究會的成立大會。

## 演出
厚生演劇研究會最著名的演出，為1943年9月3日至8日在永樂座公演的《閹雞》。該劇由林摶秋改編張文環的同名小說，受到觀眾熱烈歡迎，並獲得臺日文化界的好評。:110-111《閹雞》的成功不僅在於藝術價值，其更反映了當時臺灣的社會問題。其劇本相較於原著更加開放、呂泉生所創作的配樂、田野採集而來的臺灣民謠《丟丟銅仔》、《六月田水》、《一隻鳥仔哮救救》等，以及楊三郎設計的閩南式家屋舞臺、特別訓練的本土演員，展現了厚生演劇研究會的專業、創新精神。然而，該劇違反了皇民化運動「只准演奏，不准演唱」方言的規定，遭到殖民政府禁止。
除此之外，厚生演劇研究會還演出了《從山上看街市的燈火》、《高砂館》、《地熱》等劇，與《閹雞》相同，皆為林摶秋一人包辦編導。:96、109這些演出不僅在當時引起轟動，在戰後仍廣泛討論，甚至被視為殖民地時期最後的「抗日神話」。然而，學者石婉舜指出，這種解讀可能簡化了研究會的歷史背景和藝術追求。

## 評價
厚生演劇研究會提供了重要的創作平臺，在日本殖民統治結束前夕展現了臺灣文化界的活力和創造力。王井泉在《興南新聞》對新劇的回顧點出了研究會的藝術目標：「將現實理想化、理想現實化」，是對現實的全新描寫，更是與社會現實的深刻對話。《閹雞》則為臺灣新劇的里程碑，以寫實主義深刻描寫舊社會文化、權力結構，引導觀眾思考社會傳統中的優劣、理想與現實之間的關係，反映當時漸趨成熟的臺灣文藝風格，也體現了文化啟蒙運動的成果。學者將林摶秋稱為臺灣第二波新劇運動的旗手，評論其在禁止母語演劇的時空下，回溯母土、民間文化，重新建立臺灣文化身份認同。